# پیشچاتکا (شهرستان خاینووکا)
پیشچاتکا (به لهستانی:  Piszczatka) یک روستا در لهستان است که در گمینا چرمخا واقع شده‌است.